# We All Fall in Love Sometimes
We All Fall in Love Sometimes (deutsch „Wir alle verlieben uns manchmal“) ist ein Musiktitel des britischen Sängers und Komponisten Elton John, der Liedtext wurde von Bernie Taupin geschrieben.
Das Album „Captain Fantastic and the Brown Dirt Cowboy“ wurde als Konzeptalbum realisiert und greift in chronologischer Reihenfolge sowie in autobiographischer Absicht Johns und Taupins Leben in London in den Jahren von 1967 bis 1970 auf. We All Fall in Love Sometimes ist das neunte von zehn Liedern. Die konzeptionelle Handlung wird mit dem Titel Curtains fortgesetzt und abgeschlossen.

## Hintergrund
Die gemeinsamen Anstrengungen von John und Taupin, ihre Vorstellung von Musik zu verwirklichen, schweißten sie zusammen („Aching legs that often told us it’s all worth it“ – „Schmerzende Beine, die uns oft erzählten, es ist all das wert“). Langsam aber sicher fassten sie Fuß in der Künstlerwelt und nahmen die Veränderungen wahr, ohne sie einordnen zu können („Something happened it’s so strange this feeling“ – „Etwas passierte, dieses Gefühl ist so fremd“).
In einem späteren Interview hob John die für ihn so wichtige Seelenverwandtschaft mit Taupin hervor. Er erinnerte sich an ihre Naivität zu dieser Zeit („Naive notions that were childish“ – „Naive Ideen, die so kindisch waren“), die auch Teil der einfachen Melodien wurden („Simple tunes that tried to hide it“ – „Einfache Melodien, die das zu verstecken versuchten“).
Philip Norman beschreibt in seinem Buch Elton John den Text dieses Liedes als eine diskrete Anerkennung der gelebten Bruderschaft in ihrer gemeinsamen Wohnung im East End von London.
Im Rückblick sahen sich John und Taupin mit einer Reihe von Verlierern unterwegs („Running with the losers for a while“). Aber weil sie ihr Leben mit Humor meisterten („Painting worried faces with a smile“ – „Die besorgten Gesichter wurden mit einem Lächeln gemalt“), war ihr leerer Himmel mit Lachen gefüllt („But our Empty Sky was filled with laughter“).

## Besetzung
- Elton John – Gesang, Klavier, Cembalo, Mellotron
- Davey Johnstone – Gitarre, Hintergrundgesang
- Dee Murray – Bassgitarre, Hintergrundgesang
- Nigel Olsson – Schlagzeug, Hintergrundgesang
- Ray Cooper – Tamburin, Congas, Glocken
- David Hentschel – ARP Synthesizer

## Produktion
- Gus Dudgeon – Produzent